# Mathbaria
Mathbaria (en bengali : মঠবাড়িয়া) est une upazila du Bangladesh dans le district de Pirojpur. En 1991, on y dénombrait 253 915 habitants.